# شون راش
شون راش (بالإنجليزية: Sean Rush)‏ هو لاعب كرة قدم أمريكي في مركز الوسط، ولد في 27 فبراير 1985 في بالتيمور في الولايات المتحدة. لعب مع نادي تريفيزو ونادي ريبيراو.